# Shelby (hrabstwo Oceana)
Shelby – wieś w Stanach Zjednoczonych, w stanie Michigan, w hrabstwie Oceana.